# Can Vilumara
Can Vilumara és una antiga fàbrica de l'Hospitalet de Llobregat (Barcelonès), catalogada com a bé cultural d'interès local.

## Història
Promoguda per l'industrial seder Francesc Vilumara i Bayona, va ser projectada l'any 1906 per l'arquitecte Andreu Audet i inaugurada el 1907. Pel que sembla, s'hi implantà una organització innovadora del treball i va servir de model per a la fàbrica Casaramona, projectada per Puig i Cadafalch. Entre 1922 i 1928 va ser ampliada per l'enginyer Francesc de Paula Izard per a afegir-hi quatre noves naus. Francesc Vilumara va morir el 1934, i fou succeït pel seu fill Josep Maria Vilumara i Carreras. Durant la Guerra Civil, la fàbrica fou col·lectivitzada, però els treballadors la posaren sota la gerència del mateix Vilumara. Ell i el Comitè es negaren a fabricar teixits per a la guerra i foren empresonats dues vegades. El 1942, l'empresa es va transformar en societat anònima.
Josep Maria Vilumara va morir el 1979 i fou succeït pel seu fill Josep Maria Vilumara i Lamarca, que el 1982 tancà la fàbrica, després de pactar-ne amb l'Administració la transformació en un Centre de Formació Professional i de traslladar la producció a Sant Vicenç de Castellet, que no s'arribà a produir mai a causa d'entrebancs administratius. L'any següent, l'Ajuntament de l'Hospitalet va aprovar el Pla Especial de Protecció del Patrimoni Arquitectònic de la ciutat, que incloïa Can Vilumara, i l'octubre del 1985 s'hi iniciaren les classes de 1er de BUP de l'Institut de Batxillerat Can Vilumara com a extensió de l'IB Mercè Rodoreda. Al curs següent, l'institut es va fer independent, i uns cursos després, l'Institut de Formació Professional L'Hospitalet III va ocupar la resta d'instal·lacions de la fàbrica. Al curs 1995-1996, aquests dos centres es fusionaren i es convertiren en l'IES Can Vilumara, on s'imparteixen cursos d'ESO, Batxillerat i Cicles Formatius tant de Grau Mitjà com de Grau Superior.
Can Vilumara va ser un centre de votació al procés participatiu del 9 de novembre del 2014, i també al referèndum de l'1 d'octubre del 2017, quan fou l'únic de la ciutat on va produir-se un operatiu de la Policia Nacional per a retirar-hi urnes.

## Descripció

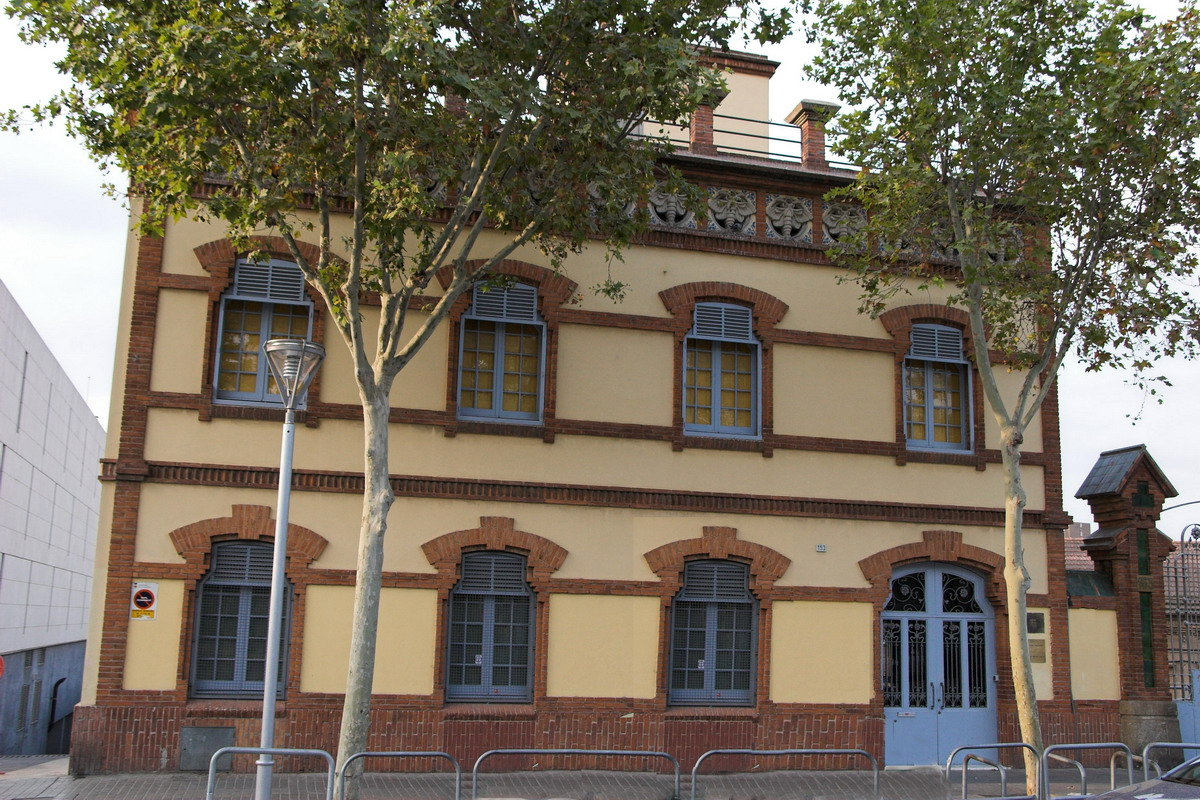
Casa del director

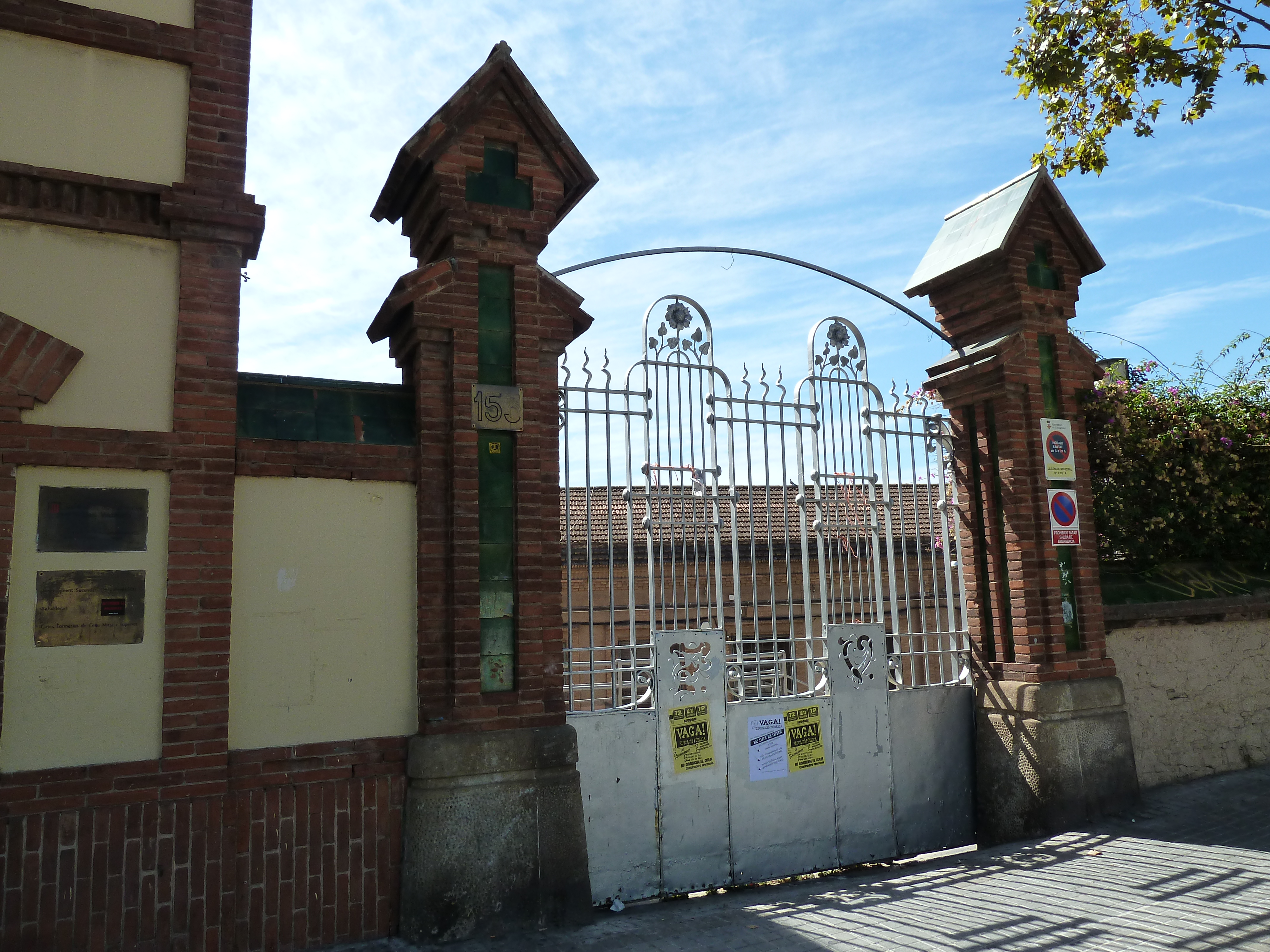
Porta d'accés al recinte

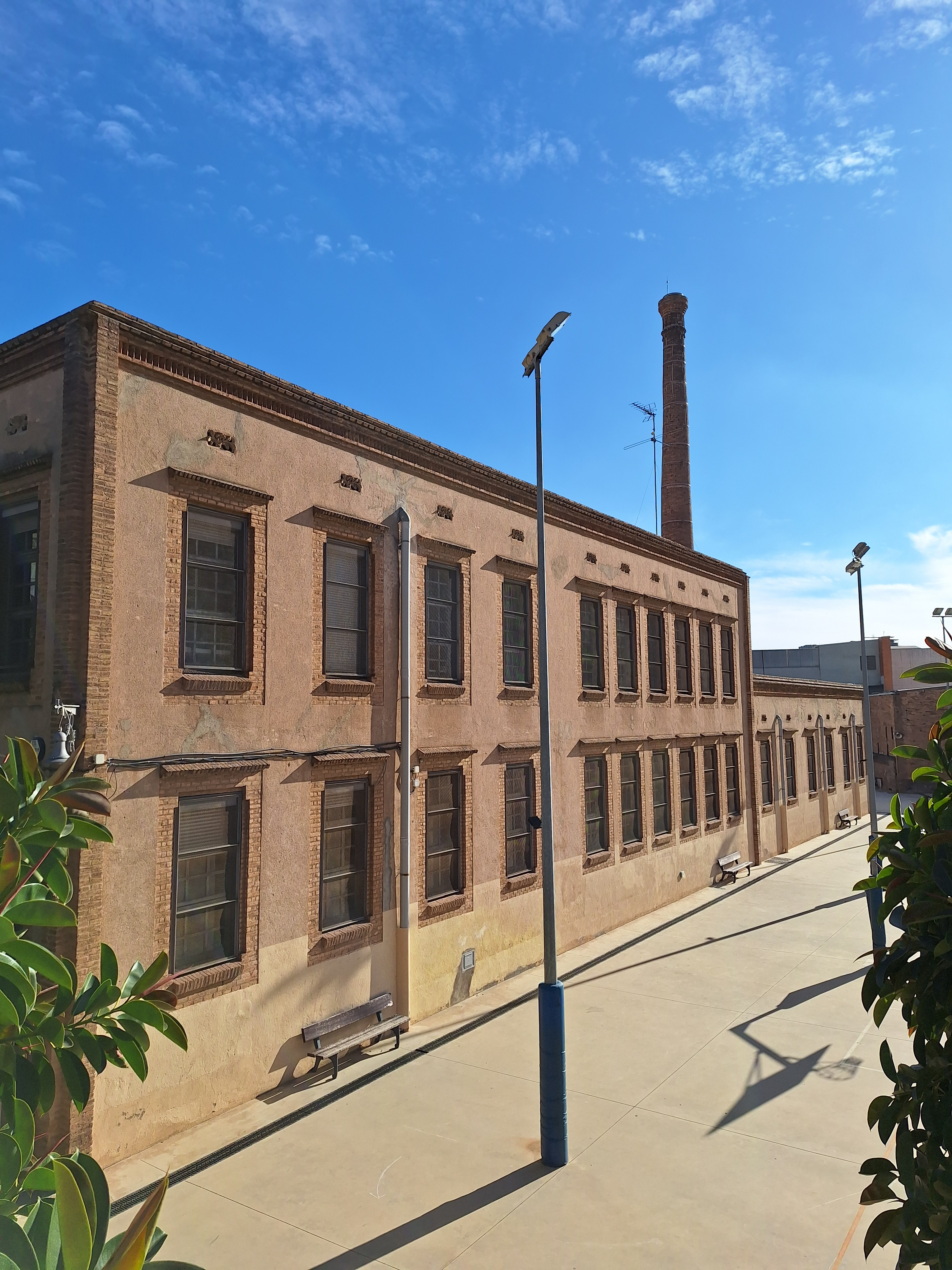
Vista d'una de les naus i la xemeneia

És un conjunt d'edificacions construïdes en dos moments ben diferents. Les més antigues són del 1907 i inclouen la casa del director i dos pavellons. Un és de maó vist, rectangular, amb teulada a doble vessant i coberta de teula romana, i obertures molt estretes i altes. L'altre és un gran edifici de planta quasi quadrada, de maó arrebossat i maó vist remarcant els angles, les finestres i la línia superior de la barana del terrat, amb sòl de rajola on hi ha un gran dipòsit.
La casa del director és un edifici de marcat estil modernista que, malgrat la humilitat que suggereix el seu petit volum, no està exempt del decorativisme propi de l'època. Té les parets de maó arrebossat i remarcant les obertures i els angles amb fileres de maó vist; hi ha una franja ornamental de papallones de terracota al capdamunt. A la façana que dona al pati de la fàbrica, s'hi pot veure un gran rectangle amb una Mare de Déu en ceràmica vidriada blanca i blava. L'interior està en perfecte estat, conservant inclús un enginy de principis del segle xx, que funcionava com a alarma d'incendi.
L'altre bloc d'edificacions correspon a l'ampliació dels anys 1920 i consta de quatre grans naus rectangulars de maó arrebossat i teulada a dues vessants cada una, però cobertes d'uralita.
Entre les dues parts s'alça una gran xemeneia de maó vist. Fa uns 60 m d'alçada i té la base hexagonal.